# Alexandra Bozovic
Alexandra Bozovic (Sydney, 15 febbraio 1999) è una tennista australiana.

## Carriera
Alexandra Bozovic ha vinto 2 titoli in singolare e 10 titoli in doppio nel circuito ITF in carriera. Il 12 giugno 2023 ha raggiunto il best ranking mondiale nel singolare, nr 283; il 17 luglio 2023 ha raggiunto il miglior piazzamento mondiale nel doppio, nr 167.
Ha preso parte alle qualificazioni dell'Australian Open 2019, 2021 e 2022, uscendo sempre di scena al primo turno.

## Statistiche ITF

### Singolare

#### Vittorie (2)
| Torneo $100.000 (0) |
| Torneo $80.000 (0)  |
| Torneo $75.000 (0)  |
| Torneo $60.000 (0)  |
| Torneo $50.000 (0)  |
| Torneo $40.000 (0)  |
| Torneo $25.000 (2)  |
| Torneo $15.000 (0)  |
| Torneo $10.000 (0)  |

| N. | Data              | Torneo                              | Superficie | Avversaria in finale | Score         |
| 1. | 18 settembre 2022 | Darwin Tennis International, Darwin | Cemento    | Destanee Aiava       | 6-1, 6-4      |
| 2. | 25 settembre 2022 | Darwin Tennis International, Darwin | Cemento    | Talia Gibson         | 3-6, 6-3, 6-3 |

#### Sconfitte (3)
| Torneo $100.000 (0) |
| Torneo $80.000 (0)  |
| Torneo $75.000 (0)  |
| Torneo $60.000 (0)  |
| Torneo $50.000 (0)  |
| Torneo $40.000 (0)  |
| Torneo $25.000 (3)  |
| Torneo $15.000 (0)  |
| Torneo $10.000 (0)  |

| N. | Data           | Torneo                                                   | Superficie | Avversaria in finale | Score            |
| 1. | 7 gennaio 2018 | City of Playford Tennis International, Città di Playford | Cemento    | Zoe Hives            | 4-6, 7-5, 6(4)-7 |
| 2. | 2 giugno 2018  | Hua Hin Tennis Championships, Hua Hin                    | Cemento    | Julia Glushko        | 2-6, 2-6         |
| 3. | 17 luglio 2022 | Guimaraes Ladies Open, Guimarães                         | Cemento    | Rosa Vicens Mas      | 4-6, 1-6         |

### Doppio

#### Vittorie (10)
| Torneo $100.000 (0) |
| Torneo $80.000 (0)  |
| Torneo $75.000 (0)  |
| Torneo $60.000 (3)  |
| Torneo $50.000 (0)  |
| Torneo $40.000 (0)  |
| Torneo $25.000 (7)  |
| Torneo $15.000 (0)  |
| Torneo $10.000 (0)  |

| N.  | Data              | Torneo                                                     | Superficie  | Compagna        | Avversarie in finale                        | Score                  |
| 1.  | 23 luglio 2022    | Figueira da Foz International Ladies Open, Figueira da Foz | Cemento     | Francisca Jorge | Lee Pei-chi Wu Fang-hsien                   | 6-2, 3-6, [12-10]      |
| 2.  | 8 ottobre 2022    | Cairns Tennis International, Cairns                        | Cemento     | Naiktha Bains   | Destanee Aiava Lisa Mays                    | 6-4, 6-4               |
| 3.  | 29 ottobre 2022   | City of Playford Tennis International, Città di Playford   | Cemento     | Talia Gibson    | Han Na-lae Priska Nugroho                   | 7-5, 6-4               |
| 4.  | 4 marzo 2023      | Swan Hill International, Swan Hill                         | Erba        | Elysia Bolton   | Olivia Gadecki Petra Hule                   | 7-6(3), 2-6, [10-7]    |
| 5.  | 18 marzo 2023     | Canberra Claycourt International, Canberra                 | Terra rossa | Elysia Bolton   | Priscilla Hon Dalila Jakupovič              | 4-6, 7-5, [13-11]      |
| 6.  | 16 aprile 2023    | SEIMS Cup, Osaka                                           | Cemento     | Petra Hule      | Lee Pei-chi Lee Ya-hsuan                    | 6-2, 6-3               |
| 7.  | 10 giugno 2023    | Setúbal Ladies Open, Setúbal                               | Cemento     | Elysia Bolton   | Gabriella Da Silva-Fick Petra Hule          | 6(6)-7, 7-6(3), [10-8] |
| 8.  | 1º settembre 2023 | Femenino Valladolid Open, Valladolid                       | Cemento     | Sarah Beth Grey | Ava Markham Tian Fangran                    | 7-5, 6-0               |
| 9.  | 26 maggio 2024    | Santo Domingo Women's, Santo Domingo                       | Cemento     | Cody Wong       | Jéssica Hinojosa Gómez Mell Reasco Gonzalez | 6(5)-7, 7–5, [11–9]    |
| 10. | 26 ottobre 2024   | City of Playford Tennis International, Città di Playford   | Cemento     | Petra Hule      | Lizette Cabrera Taylah Preston              | 6-4, 6-3               |

#### Sconfitte (7)
| Torneo $100.000 (0) |
| Torneo $80.000 (0)  |
| Torneo $75.000 (0)  |
| Torneo $60.000 (2)  |
| Torneo $50.000 (0)  |
| Torneo $40.000 (0)  |
| Torneo $25.000 (4)  |
| Torneo $15.000 (0)  |
| Torneo $10.000 (1)  |

| N. | Data              | Torneo                                       | Superficie | Compagna            | Avversarie in finale              | Score               |
| 1. | 16 luglio 2016    | Sunrise Aluminium Women's Circuit, Hong Kong | Cemento    | Kaylah McPhee       | Eudice Chong Katherine Ip         | 2–6, 2–6            |
| 2. | 9 marzo 2018      | Mildura Grand Tennis International, Mildura  | Erba       | Olivia Tjandramulia | Katy Dunne Gabriella Taylor       | 7-5, 6(4)-7, [5-10] |
| 3. | 2 febbraio 2019   | Launceston Tennis International, Launceston  | Cemento    | Isabelle Wallace    | Chang Kai-chen Hsu Ching-wen      | 2-6, 4-6            |
| 4. | 3 agosto 2019     | Open Castilla y León, El Espinar             | Cemento    | Šalimar Talbi       | Marina Bassols Ribera Feng Shuo   | 5-7, 6(4)-7         |
| 5. | 12 marzo 2022     | Bendigo Pro Tour, Bendigo                    | Cemento    | Weronika Falkowska  | Rutuja Bhosale Ankita Raina       | 6-4, 3-6, [4-10]    |
| 6. | 24 settembre 2023 | Berkeley Tennis Club Challenge, Berkeley     | Cemento    | Elysia Bolton       | Jessie Aney María Herazo González | 5-7, 5-7            |
| 7. | 12 ottobre 2024   | Cairns Tennis International, Cairns          | Cemento    | Destanee Aiava      | Petra Hule Alana Parnaby          | 6-3, 2-6, [2-10]    |